# Campeonato Brasileiro de Futebol Feminino de 2014
O Campeonato Brasileiro de Futebol Feminino de 2014 foi a 2ª edição desta competição, que é organizada pela Confederação Brasileira de Futebol (CBF) e foi disputada entre 10 de setembro e 29 de novembro.

## Formato e regulamento
Inicialmente os clubes participantes foram divididos em quatro grupos de cinco clubes cada, totalizando quatro partidas na fase de classificação. Os dois melhores de cada grupo avançaram para a segunda fase, onde tinham dois grupos de quatro clubes cada. Os dois melhores de cada grupo da segunda fase se classificaram para a semifinal e depois final.

### Critérios de desempate
Caso houvesse empate de pontos entre dois clubes, os critérios de desempate foram aplicados na seguinte ordem:
1. Número de vitórias
2. Saldo de gols
3. Gols marcados
4. Confronto direto
5. Número de cartões vermelhos
6. Número de cartões amarelos
7. Sorteio

## Transmissão
Pela segunda edição seguida, o canal por assinatura Fox Sports transmitiu a disputa para todo o Brasil.

## Participantes
| Equipe              | Cidade                 | Estado | Estádio (mando)    | Capacidade | Títulos        |
| ------------------- | ---------------------- | ------ | ------------------ | ---------- | -------------- |
| Avaí                | Florianópolis          | SC     | Ressacada          | 17 537     | 0 (não possui) |
| Bahia               | Salvador               | BA     | Fonte Nova         | 50 000     | 0 (não possui) |
| Botafogo            | Rio de Janeiro         | RJ     | Luso Brasileiro    | 3 344      | 0 (não possui) |
| Caucaia             | Caucaia                | CE     | Presidente Vargas  | 20 268     | 0 (não possui) |
| Centro Olímpico     | São Paulo              | SP     | Pacaembu           | 38 199     | 1 (2013)       |
| Chapecoense         | Chapecó                | SC     | Arena Condá        | 22 600     | 0 (não possui) |
| Duque de Caxias     | Duque de Caxias        | RJ     | Marrentão          | 7 000      | 0 (não possui) |
| Ferroviária         | Araraquara             | SP     | Arena da Fonte     | 20 950     | 0 (não possui) |
| Foz Cataratas       | Foz do Iguaçu          | PR     | Pedro Basso        | 6 968      | 0 (não possui) |
| Iranduba            | Iranduba               | AM     | SESI Manaus        | 5 000      | 0 (não possui) |
| Kindermann          | Caçador                | SC     | Carlos A. C. Neves | 6 500      | 0 (não possui) |
| Náutico             | Recife                 | PE     | Aflitos            | 22 856     | 0 (não possui) |
| Pinheirense         | Belém                  | PA     | Abelardo Conduru   | 3 000      | 0 (não possui) |
| Portuguesa          | São Paulo              | SP     | Canindé            | 21 004     | 0 (não possui) |
| São Francisco EC    | São Francisco do Conde | BA     | Junqueira Ayres    | 3 000      | 0 (não possui) |
| São José-SP         | São José dos Campos    | SP     | Martins Pereira    | 16 500     | 0 (não possui) |
| Sport               | Recife                 | PE     | Ilha do Retiro     | 35 000     | 0 (não possui) |
| Vasco da Gama       | Rio de Janeiro         | RJ     | São Januário       | 24 584     | 0 (não possui) |
| Viana               | Viana                  | MA     | Daniel Filho       | 3 725      | 0 (não possui) |
| Vitória das Tabocas | Vitória de Santo Antão | PE     | Carneirão          | 8 000      | 0 (não possui) |

Obtiveram o direito de participar do Campeonato: o campeão da Copa do Brasil de Futebol Feminino de 2013, os 8 melhores colocados no Ranking da CBF do Futebol Feminino e os 11 melhores colocados no Campeonato Brasileiro de Futebol Masculino de 2013. Este critério foi adotado para incentivar os grandes clubes brasileiros a investir no futebol feminino.

## Primeira fase

### Grupo 1
| Pos | Equipes         | Pts | J | V | E | D | GP | GC | SG  |
| --- | --------------- | --- | - | - | - | - | -- | -- | --- |
| 1   | Botafogo        | 9   | 4 | 3 | 0 | 1 | 13 | 1  | +12 |
| 2   | Centro Olímpico | 7   | 4 | 2 | 1 | 1 | 10 | 5  | +5  |
| 3   | Portuguesa      | 7   | 4 | 2 | 1 | 1 | 6  | 5  | +1  |
| 4   | Chapecoense     | 6   | 4 | 2 | 0 | 2 | 14 | 8  | +6  |
| 5   | Avaí            | 0   | 4 | 0 | 0 | 4 | 1  | 25 | –24 |

|                 | AVA | BOT | CEO | CHA | POR |
| --------------- | --- | --- | --- | --- | --- |
| Avaí            | —   | 0–8 | —   | —   | 1–4 |
| Botafogo        | —   | —   | 3–0 | —   | 0–1 |
| Centro Olímpico | 5–0 | —   | —   | 5–2 | —   |
| Chapecoense     | 8–0 | 0–2 | —   | —   | —   |
| Portuguesa      | —   | —   | 0–0 | 1–4 | —   |

|  |                                           |
|  | Zona de classificação para a próxima fase |

### Grupo 2
| Pos | Equipes       | Pts | J | V | E | D | GP | GC | SG |
| --- | ------------- | --- | - | - | - | - | -- | -- | -- |
| 1   | Ferroviária   | 10  | 4 | 3 | 1 | 0 | 6  | 2  | +4 |
| 2   | Kindermann    | 9   | 4 | 3 | 0 | 1 | 6  | 1  | +5 |
| 3   | São José      | 7   | 4 | 2 | 1 | 1 | 7  | 4  | +3 |
| 4   | Foz Cataratas | 3   | 4 | 1 | 0 | 3 | 2  | 5  | –3 |
| 5   | Vasco da Gama | 0   | 4 | 0 | 0 | 4 | 2  | 11 | –9 |

|               | FER | FOZ | KIN | SAO | VAS |
| ------------- | --- | --- | --- | --- | --- |
| Ferroviária   | —   | —   | 1–0 | 1–1 | —   |
| Foz Cataratas | 0–1 | —   | —   | —   | 1–0 |
| Kindermann    | —   | 1–0 | —   | 1–0 | —   |
| São José      | —   | 3–1 | —   | —   | 3–1 |
| Vasco da Gama | 1–3 | —   | 0–4 | —   | —   |

|  |                                           |
|  | Zona de classificação para a próxima fase |

### Grupo 3
| Pos | Equipes          | Pts | J | V | E | D | GP | GC | SG  |
| --- | ---------------- | --- | - | - | - | - | -- | -- | --- |
| 1   | Duque de Caxias  | 10  | 4 | 3 | 1 | 0 | 17 | 6  | +11 |
| 2   | Vitória          | 6   | 4 | 1 | 3 | 0 | 7  | 4  | +3  |
| 3   | São Francisco EC | 5   | 4 | 1 | 2 | 1 | 13 | 8  | +5  |
| 4   | Bahia            | 5   | 4 | 1 | 2 | 1 | 2  | 2  | 0   |
| 5   | Sport            | 0   | 4 | 0 | 0 | 4 | 2  | 21 | –19 |

|                  | BAH | DUQ | SAF | SPO | VIT |
| ---------------- | --- | --- | --- | --- | --- |
| Bahia            | —   | —   | —   | 1–0 | 0–0 |
| Duque de Caxias  | 2–1 | —   | —   | —   | 2–2 |
| São Francisco EC | 0–0 | 2–5 | —   | —   | —   |
| Sport            | —   | 1–8 | 1–9 | —   | —   |
| Vitória          | —   | —   | 2–2 | 3–0 | —   |

|  |                                           |
|  | Zona de classificação para a próxima fase |

### Grupo 4
| Pos | Equipes     | Pts | J | V | E | D | GP | GC | SG  |
| --- | ----------- | --- | - | - | - | - | -- | -- | --- |
| 1   | Pinheirense | 12  | 4 | 4 | 0 | 0 | 14 | 4  | +10 |
| 2   | Caucaia     | 4   | 4 | 1 | 1 | 2 | 6  | 5  | +1  |
| 3   | Viana       | 4   | 4 | 1 | 1 | 2 | 9  | 11 | –2  |
| 4   | Iranduba    | 4   | 4 | 1 | 1 | 2 | 7  | 13 | –6  |
| 5   | Náutico     | 3   | 4 | 0 | 3 | 1 | 6  | 9  | –3  |

|             | CAU | IRA | NAU | PIN | VIA |
| ----------- | --- | --- | --- | --- | --- |
| Caucaia     | —   | —   | 0–0 | —   | 3–0 |
| Iranduba    | 2–1 | —   | —   | 0–5 | —   |
| Náutico     | —   | 2–2 | —   | 1–4 | —   |
| Pinheirense | 3–2 | —   | —   | —   | 2–1 |
| Viana       | —   | 5–3 | 3–3 | —   | —   |

|  |                                           |
|  | Zona de classificação para a próxima fase |

## Segunda fase

### Grupo 5
| Pos | Equipes         | Pts | J | V | E | D | GP | GC | SG  |
| --- | --------------- | --- | - | - | - | - | -- | -- | --- |
| 1   | Kindermann      | 13  | 6 | 4 | 1 | 1 | 18 | 3  | +15 |
| 2   | Botafogo        | 12  | 6 | 3 | 3 | 0 | 11 | 2  | +9  |
| 3   | Duque de Caxias | 4   | 6 | 1 | 1 | 4 | 4  | 11 | –7  |
| 4   | Caucaia         | 4   | 6 | 1 | 1 | 4 | 4  | 21 | –17 |

|                 | BOT | CAU | DUQ | KIN |
| --------------- | --- | --- | --- | --- |
| Botafogo        | —   | 1–1 | 2–0 | 0–0 |
| Caucaia         | 0–5 | —   | 3–1 | 0–5 |
| Duque de Caxias | 0–0 | 3–0 | —   | 0–3 |
| Kindermann      | 1–3 | 6–0 | 3–0 | —   |

|  |                                           |
|  | Zona de classificação para a próxima fase |

### Grupo 6
| Pos | Equipes         | Pts | J | V | E | D | GP | GC | SG  |
| --- | --------------- | --- | - | - | - | - | -- | -- | --- |
| 1   | Ferroviária     | 16  | 6 | 5 | 1 | 0 | 31 | 7  | +24 |
| 2   | Centro Olímpico | 13  | 6 | 4 | 1 | 1 | 21 | 8  | +13 |
| 3   | Vitória         | 4   | 6 | 1 | 1 | 4 | 5  | 14 | –9  |
| 4   | Pinheirense     | 1   | 6 | 0 | 1 | 5 | 5  | 33 | –28 |

|                 | CEO | FER | PIN  | VIT |
| --------------- | --- | --- | ---- | --- |
| Centro Olímpico | —   | 1–1 | 5–0  | 4–0 |
| Ferroviária     | 3–1 | —   | 16–1 | 3–1 |
| Pinheirense     | 2–5 | 2–6 | —    | 0–0 |
| Vitória         | 2–5 | 1–2 | 1–0  | —   |

|  |                                           |
|  | Zona de classificação para a próxima fase |

## Fase final
Em itálico, os times que possuíram o mando de campo no primeiro jogo do confronto e em negrito os times classificados.
|  | Semifinais        | Semifinais  | Semifinais | Semifinais |   |            | Final | Final | Final | Final |
|  |                   |             |            |            |   |            |       |       |       |       |
|  | Centro Olímpico   | 1           | 0          | 1 (2)      |   |            |       |       |       |       |
|  | Kindermann (pen)  | 0           | 1          | 1 (3)      |   |            |       |       |       |       |
|  | Kindermann (pen)  | 0           | 1          | 1 (3)      |   | Kindermann | 0     | 3     | 3     |       |
|  |                   |             |            |            |   | Kindermann | 0     | 3     | 3     |       |
|  |                   | Ferroviária | 3          | 5          | 8 |            |       |       |       |       |
|  | Botafogo          | Ferroviária | 3          | 5          | 8 | 0          | 0     | 0 (2) |       |       |
|  | Botafogo          |             |            |            |   | 0          | 0     | 0 (2) |       |       |
|  | Ferroviária (pen) | 0           | 0          | 0 (4)      |   |            |       |       |       |       |

## Premiação
| Campeonato Brasileiro Feminino de 2014 |
| São Paulo                              |
| -------------------------------------- |
| FERROVIÁRIA Campeão (1º título)        |

## Artilharia
| Gols | Jogadora  | Time            |
| ---- | --------- | --------------- |
| 14   | Raquel    | Ferroviária     |
| 9    | Larissa   | Botafogo        |
| 9    | Pingo     | Pinheirense     |
| 8    | Darlene   | Centro Olímpico |
| 7    | Cristiane | Centro Olímpico |
| 7    | Raquel    | Duque de Caxias |
| 6    | Daniele   | Botafogo        |
| 6    | Danyelle  | Kindermann      |

## Classificação geral
| Pos | Times            | Pts | J  | V  | E | D | GP | GC | SG  | Classificação               |
| --- | ---------------- | --- | -- | -- | - | - | -- | -- | --- | --------------------------- |
| 1   | Ferroviária      | 34  | 14 | 10 | 4 | 0 | 45 | 12 | +33 | Finalistas                  |
| 2   | Kindermann       | 25  | 14 | 8  | 1 | 5 | 28 | 13 | +15 | Finalistas                  |
| 3   | Centro Olímpico  | 23  | 12 | 7  | 2 | 3 | 32 | 14 | +18 | Eliminados nas semifinais   |
| 4   | Botafogo         | 23  | 12 | 6  | 5 | 1 | 24 | 3  | +21 | Eliminados nas semifinais   |
| 5   | Duque de Caxias  | 14  | 10 | 4  | 2 | 4 | 21 | 17 | +4  | Eliminados na segunda fase  |
| 6   | Pinheirense      | 13  | 10 | 4  | 1 | 5 | 19 | 37 | –18 | Eliminados na segunda fase  |
| 7   | Vitória          | 10  | 10 | 2  | 4 | 4 | 12 | 18 | –6  | Eliminados na segunda fase  |
| 8   | Caucaia          | 8   | 10 | 2  | 2 | 6 | 10 | 26 | –16 | Eliminados na segunda fase  |
| 9   | São José         | 7   | 4  | 2  | 1 | 1 | 7  | 4  | +3  | Eliminados na primeira fase |
| 10  | Portuguesa       | 7   | 4  | 2  | 1 | 1 | 6  | 5  | +1  | Eliminados na primeira fase |
| 11  | Chapecoense      | 6   | 4  | 2  | 0 | 2 | 14 | 8  | +6  | Eliminados na primeira fase |
| 12  | São Francisco EC | 5   | 4  | 1  | 2 | 1 | 13 | 8  | +5  | Eliminados na primeira fase |
| 13  | Bahia            | 5   | 4  | 1  | 2 | 1 | 2  | 2  | 0   | Eliminados na primeira fase |
| 14  | Viana            | 4   | 4  | 1  | 1 | 2 | 9  | 11 | –2  | Eliminados na primeira fase |
| 15  | Iranduba         | 4   | 4  | 1  | 1 | 2 | 7  | 13 | –6  | Eliminados na primeira fase |
| 16  | Foz Cataratas    | 3   | 4  | 1  | 0 | 3 | 2  | 5  | –3  | Eliminados na primeira fase |
| 17  | Náutico          | 3   | 4  | 0  | 3 | 1 | 6  | 9  | –3  | Eliminados na primeira fase |
| 18  | Vasco da Gama    | 0   | 4  | 0  | 0 | 4 | 2  | 11 | –9  | Eliminados na primeira fase |
| 19  | Sport            | 0   | 4  | 0  | 0 | 4 | 2  | 21 | –19 | Eliminados na primeira fase |
| 20  | Avaí             | 0   | 4  | 0  | 0 | 4 | 1  | 25 | –24 | Eliminados na primeira fase |